# وادي كاتماندو
وادي كاتماندو (بالنيبالية:काठमाडौं उपत्यका) يقع في دولة نيبال، يقع على مُفترق طرق للحضارات القديمة آسيا، وتحتوي على أكثر من 130 مَعلم هام، بِما في ذلك عِدة مواقع حج للبوذيين والهندوس. في وادي كاتماندو يوجد 7 مواقع للتراث العالمي لليونسكو في هذا الوادي.
تاريخياً عُرف اتحاد الوادي والمناطق المجاورة باسم نيبال ماندالا. لِغاية القرن الخامس عشر كانت بهاكتابور عاصمة للوادي ثُم باتان وكاتماندو عند تأسيسهما. بعد ضَم الوادي من مملكة غوركا، تم تحويل الوادي لعاصمة لإمبراطوريتهم، وسميت نيبال على كل الأراضي التي إحتلتها الإمبراطورية.
يُعتبر وادي كاتماندو هو المكان الأكثر تطوراً بالسكان في نيبال، وتقع معظم المَكاتب والمقار الرئيسية في الوادي مما يجعلها مركز اقتصادي في نيبال. ويحظى بشعبية لدى السياح لموقعها النادر وهندستها المِعمارية وثقافتها. وأشير للوادي باسم «نيبال الأصلية» من قِبل المؤرخين البريطانيين.

## أعلام
- أرانيكو

## معرض الصور

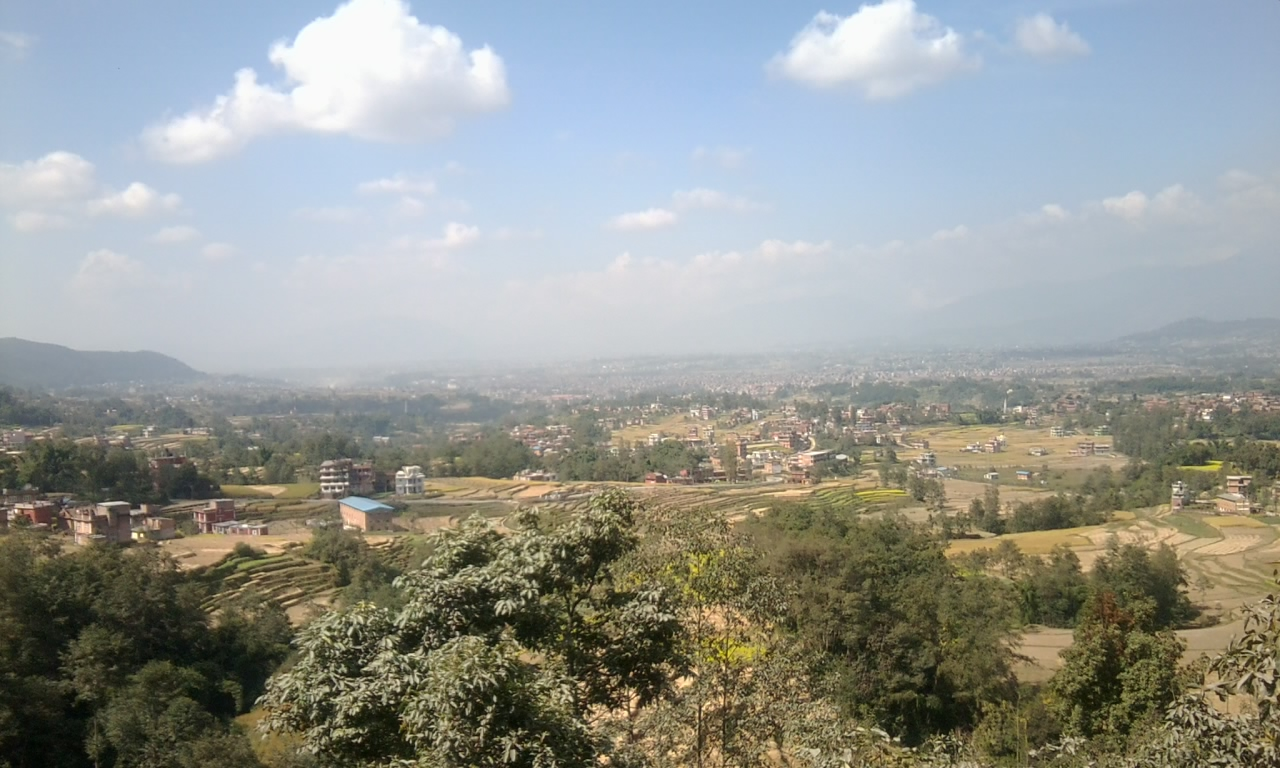
صورة لِوادي كاتماندو من سانجا
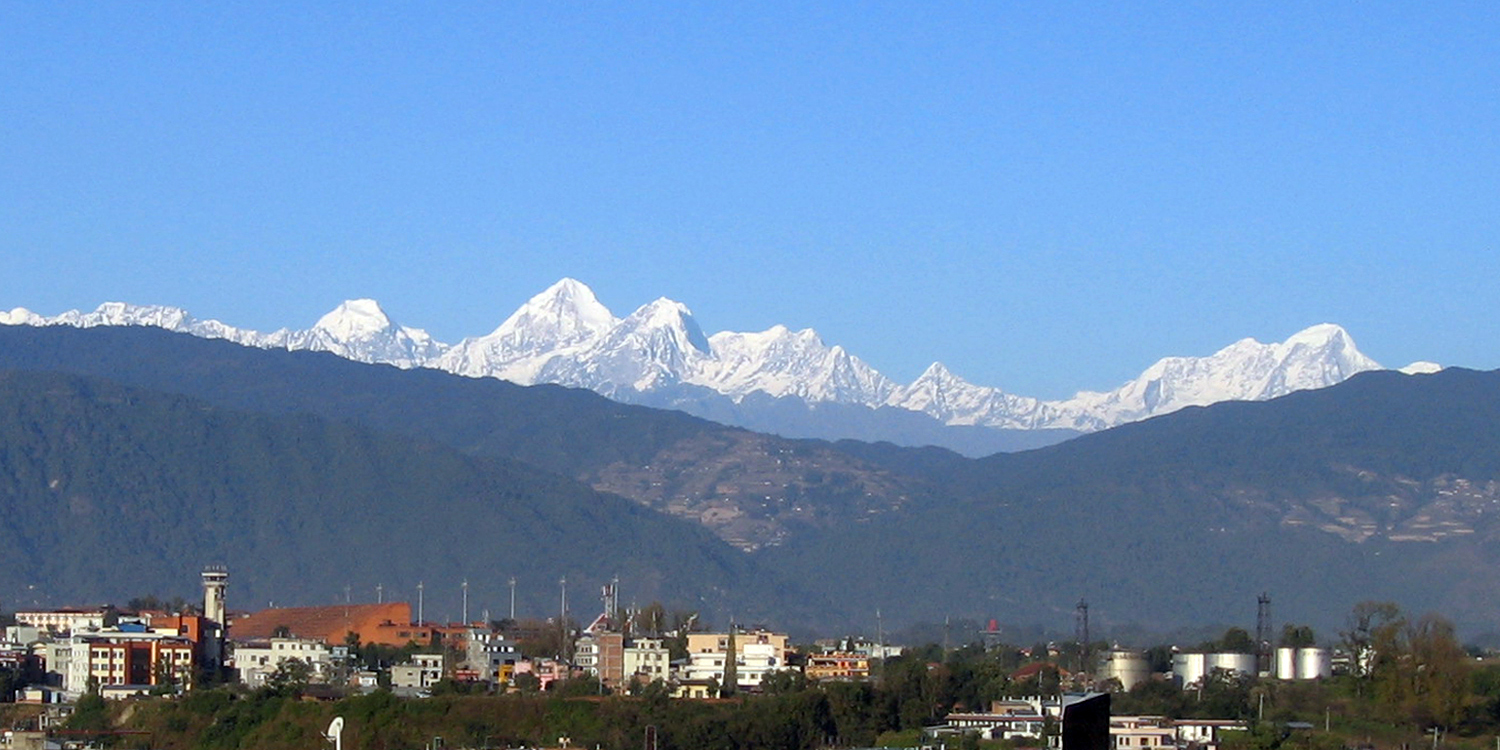
منظر الجبل من وادي كاتماندو
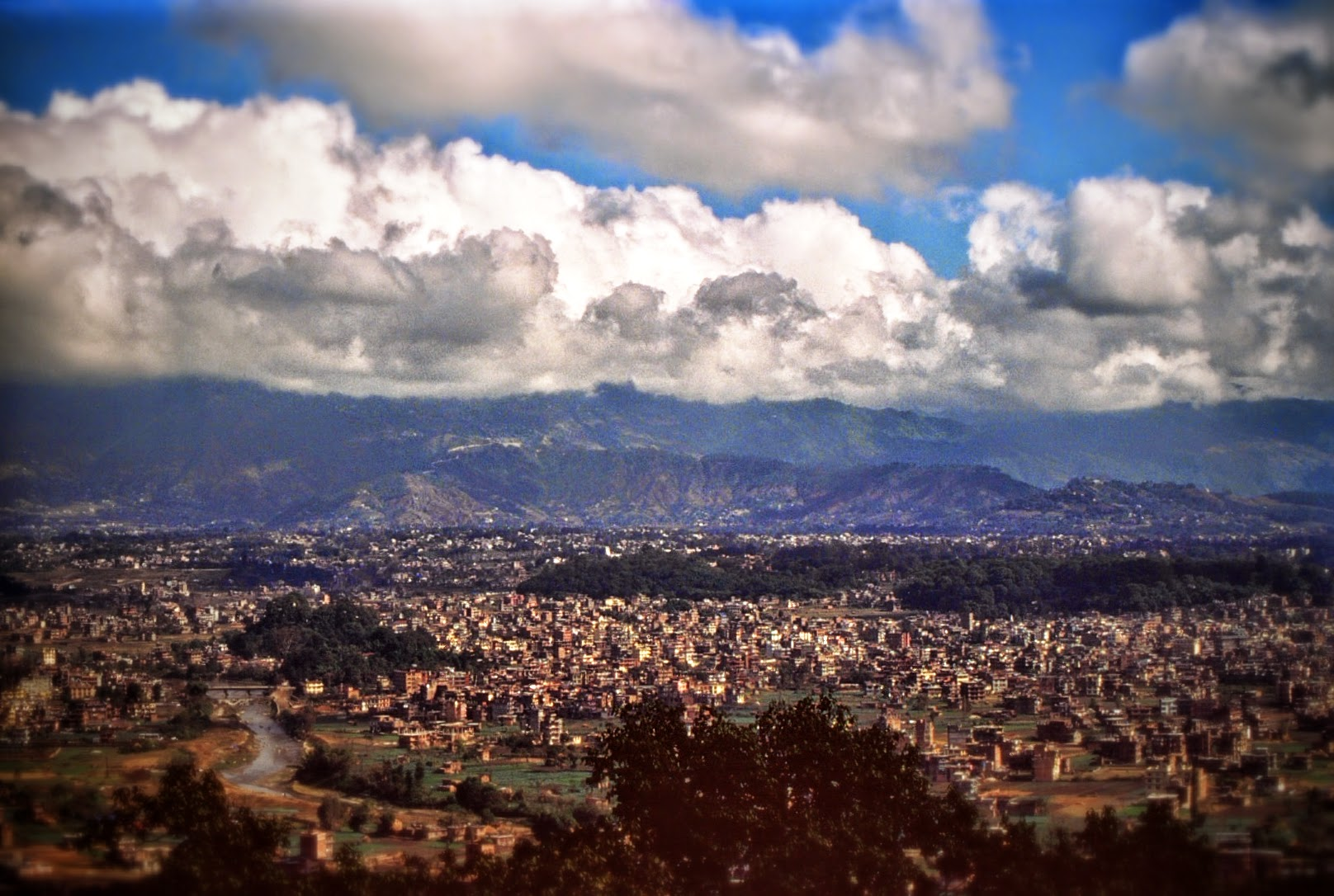
وادي كاتماندو يُرى من بالانس ، بهاكتابور